# Laccornis pacificus
Laccornis pacificus är en skalbaggsart som beskrevs av John Henry Leech 1940. Laccornis pacificus ingår i släktet Laccornis och familjen dykare. Inga underarter finns listade i Catalogue of Life.